# Międzybłocie (Stare Kurowo)
Międzybłocie (deutsch Mittelbruch) ist ein Wohnplatz in der Woiwodschaft Lebus in Polen. Er gehört zur Gmina Stare Kurowo (Gemeinde Altkarbe) im Powiat Strzelecko-Drezdenecki (Friedeberg-Driesener Kreis). 
Der Wohnplatz liegt im Netzebruch in der Neumark, etwa 75 km östlich von Küstrin und etwa 100 km südöstlich von Stettin.
Mittelbruch bildete bis 1939 eine Landgemeinde im Landkreis Friedeberg Nm. und gehörte mit diesem Kreis zur preußischen Provinz Brandenburg, ab 1938 zur Provinz Pommern. Im Jahre 1925 wurden in Mittelbruch 81 Einwohner in 19 Haushaltungen gezählt. Neben Mittelbruch gab es in der Gemeinde keine benannten Wohnplätze. Zum 1. April 1939 wurde Mittelbruch in die benachbarte Landgemeinde Breitenwerder eingemeindet.
1945 kam Mittelbruch, wie alle Gebiete östlich der Oder-Neiße-Linie, an Polen. Mittelbruch erhielt den polnischen Ortsnamen „Międzybłocie“.